# Тифліський кадетський корпус

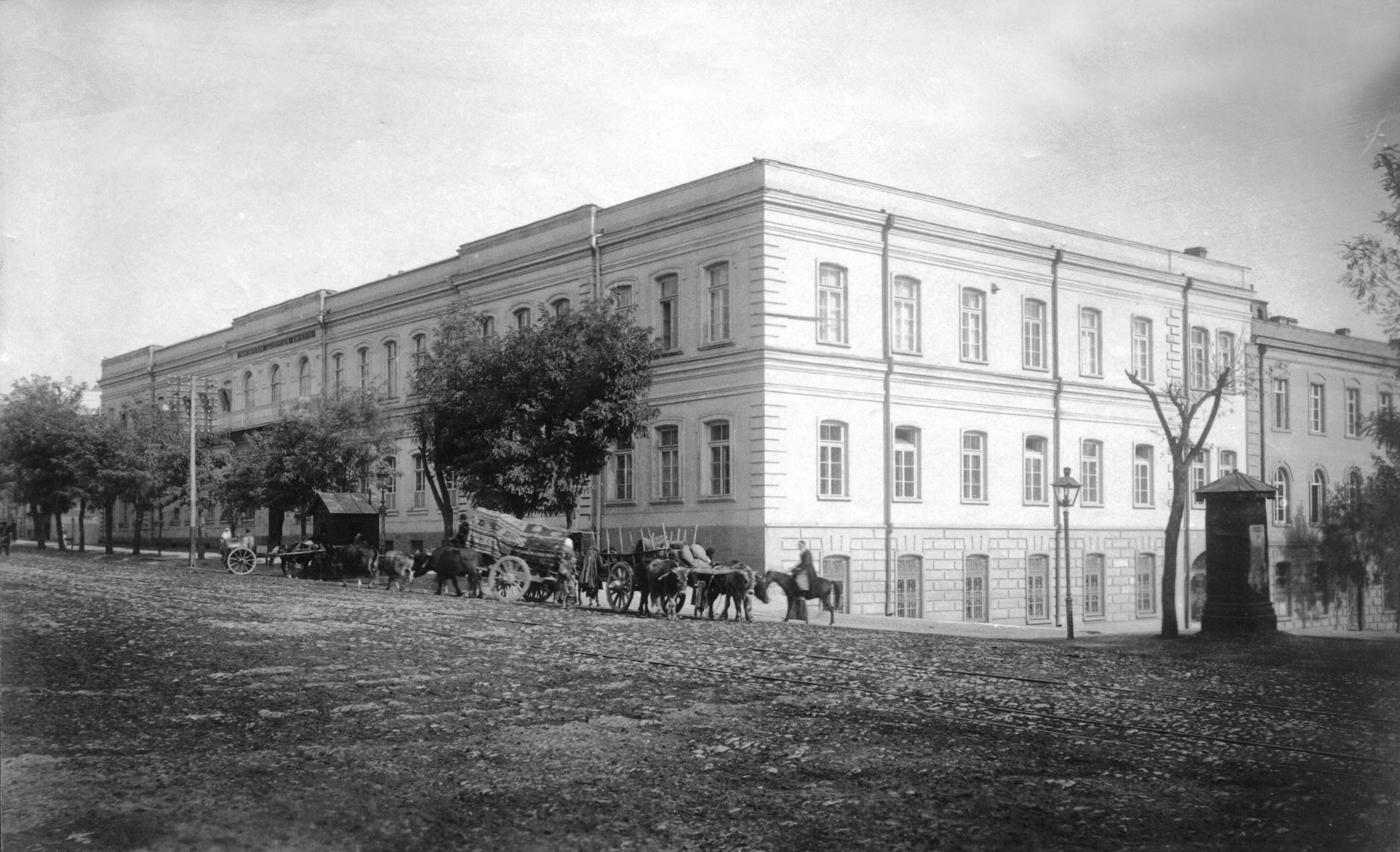
Тіфліс. Кадетський Корпус. Споруда на Головинському проспекті 235

Тифліський кадетський корпус (рос. Тифли́сский Вели́кого кня́зя Михаи́ла Никола́евича каде́тский ко́рпус) — військово-навчальний заклад російської імператорської армії.

## Історія
- 13 листопада 1871 р. — відкрита Тифліська військова прогімназія.
- 7 липня 1875 р. — перетворено на Тифліську військову гімназію розраховану на 200 інтернів. Утворена замість переведеної до Владикавказа прогімназії.
- 22 липня 1882 р. — оголошено іменування Тифліським кадетським корпусом, де навчалися кадети.
- 30 грудня 1909 р. — оголошено іменування як «Тифліський Великого князя Михайла Миколайовича кадетський корпус».

## Директори гімназії та корпусу
- 10.08.1871 — хх.хх.1895 — полковник (з 30.08.1882 генерал-майор) Острогорський Микола Миколайович;
- 19.01.1896 — 16.09.1896 — генерал-майор Смірнов Іоасон Дмитрович;
- 16.11.1899 — 06.11.1902 — генерал-майор Кічеєв Олександр Петрович;
- 06.11.1902 — 19.02.1905 — полковник (з 06.04.1903 генерал-майор) Соймонов Іван Гаврилович;
- 01.03.1905 — 06.03.1916 — полковник (з 02.04.1906 генерал-майор, з 14.04.1913 генерал-лейтенант) Томкеєв Іван Петрович;
- 15.03.1916 — хх.хх.1917 — генерал-майор Дурново Сергій Сергійович.

## Інспектори класів корпусу
- 30.10.1882 — 23.06.1883 — полковник Анчутін Костянтин Миколайович;
- 13.12.1883 — 12.04.1892 — полковник Потоцький Олександр Платонович;
- 1892—1894 — полковник Корольков Олександр Матвійович;
- 13.01.1895 — 25.10.1900 — полковник Цигальський Віктор Михайлович;
- 10.01.1901 — 28.09.1901 — полковник Струсевич Олександр Петрович;
- 06.12.1901 — 08.08.1908 — полковник Пузанов Микола Олександрович;
- 03.08.1908 — 1917 — статський радник (з 06.09.1909 дійсний статський радник) Цвєтков Олексій Васильович